# Гейгер, Николай
Николай Гейгер — немецкий художник, скульптор и преподаватель Берлинской академии художеств.
Родился в 1849 году в Лауингене в Баварии. В возрасте 16 лет поступил в Мюнхенскую академию художеств, где уже обучался его старший брат Каспар Аугустин Гейгер. Был учеником Йозефа Кнабля и успешно принимал участие в многочисленных конкурсах внутри академии. В 1872 году покинул академию. Занимался сначала в Мюнхене работами для церкви, в 1873 году переехал в Берлин и с тех пор посвятил себя почти исключительно декоративной пластике. Скоропостижно скончался в возрасте 47 лет.
Главные его произведения: «Детские игры», превосходный, полный жизни и движения фриз в палаццо Тиле в Берлине; «Труд», колоссальная статуя, украшающая здание государственного банка, там же, и «Вдохновение», подобная же группа в здании промышленной выставки, там же. С успехом трудился также по части живописи (плафон в куполе берлинской церкви Святой Ядвиги, картины «Аккорд», «Грешница» и некоторые другие, являвшиеся на берлинских и мюнхенских выставках).